# Schodnia (województwo opolskie)
Schodnia (niem. Schodnia) – wieś w Polsce położona w województwie opolskim, w powiecie opolskim, w gminie Ozimek.
W latach 1975–1998 miejscowość administracyjnie należała do ówczesnego województwa opolskiego.
Urodził się tu Piotr Gołąb – polski duchowny rzymskokatolicki, werbista, Sługa Boży Kościoła katolickiego.

## Nazwa
Nazwa miejscowości notowana była w formach Wschodnia (1564), villa Schodnia (1679), Schodnia (1742), Schiotnia (1743), Schiodna auch Skodnia (1784), (1485 Wschodnia, 1552 Wzchodnia) Schodnia + Neu Schodnia (1845), Schodnia (Alt Schodnia, Neu Schodnia) (1864), Schodnia (1886), Ostdorf (1936), Schodnia, Ostdorf (Schodnia) (1939), Schodnia, j. Ostdorf (1941).
Najstarsze wzmianki wskazują, że pierwotną formą była Wschodnia, która utraciła później pod wpływem wymowy gwarowej nagłosowe W- i przekształciła się w postać Schodnia. Nazwa ma charakter topograficzny i odnosi się do położenia osady na wschód od Chrząstowic lub Szczedrzyka. W 1936 roku miejscowość otrzymała nową nazwę niemiecką Ostdorf. Po II wojnie światowej ustalono polską nazwę w formie Schodnia, która została oficjalnie przyjęta 28 czerwca 1948 roku. 

## Historia
W 1910 roku 1312 mieszkańców mówiło w języku polskim, 43 w językach polskim i niemieckim, natomiast 153 osoby posługiwały się jedynie językiem niemieckim. W wyborach komunalnych w listopadzie 1919 roku 200 głosów oddano na kandydatów z list polskich, którzy zdobyli łącznie 7 z 15 mandatów. Od 1919 w miejscowości działała komórka Polskiej Organizacji Wojskowej Górnego Śląska. Podczas II powstania śląskiego grupa mieszkańców Schodni wyruszyła w kierunku Ozimka, jednak wpadła w zasadzkę, a jej dowódcy zostali aresztowani. Podczas plebiscytu w 1921 roku we wsi uprawnionych do głosowania było 985 mieszkańców (w tym 160 emigrantów). Za Polską głosowało 420 osób, za Niemcami 554 osoby. Podczas wybuchu III powstania śląskiego miejscowość była jednym z przyczółków Opolskiego Pułku Powstańczego, skąd polscy żołnierze wyruszyli w kierunku Ozimka i Königliche Malapanehütte, zdobywając je. Na skutek interwencji wojsk alianckich, 4 maja powstańcy zmuszeni byli skierować się do Dobrodzienia.